# Satoe Mitsuhashi
Satoe Mitsuhashi (三橋 聡恵, Mitsubashi Satoe) est une joueuse de volley-ball japonaise née le 27 septembre 1989 à Shinagawa (Tokyo). Elle mesure 1,74 m et joue au poste de réceptionneuse-attaquante. 

## Clubs
| Club              | De        | À         |
| ----------------- | --------- | --------- |
| TWCPE             |           | 2011-2012 |
| Pioneer Red Wings | 2012-2013 | 2013-2014 |
| PFU BlueCats      | 2014-2015 | …         |